# Убштадт-Вайер
Убштадт-Вайер (нем. Ubstadt-Weiher) — община в Германии, в земле Баден-Вюртемберг. 
Подчиняется административному округу Карлсруэ. Входит в состав района Карлсруэ.  Население составляет 12 914 человек (на 31 декабря 2010 года). Занимает площадь 36,48 км².
Коммуна подразделяется на 4 сельских округа.

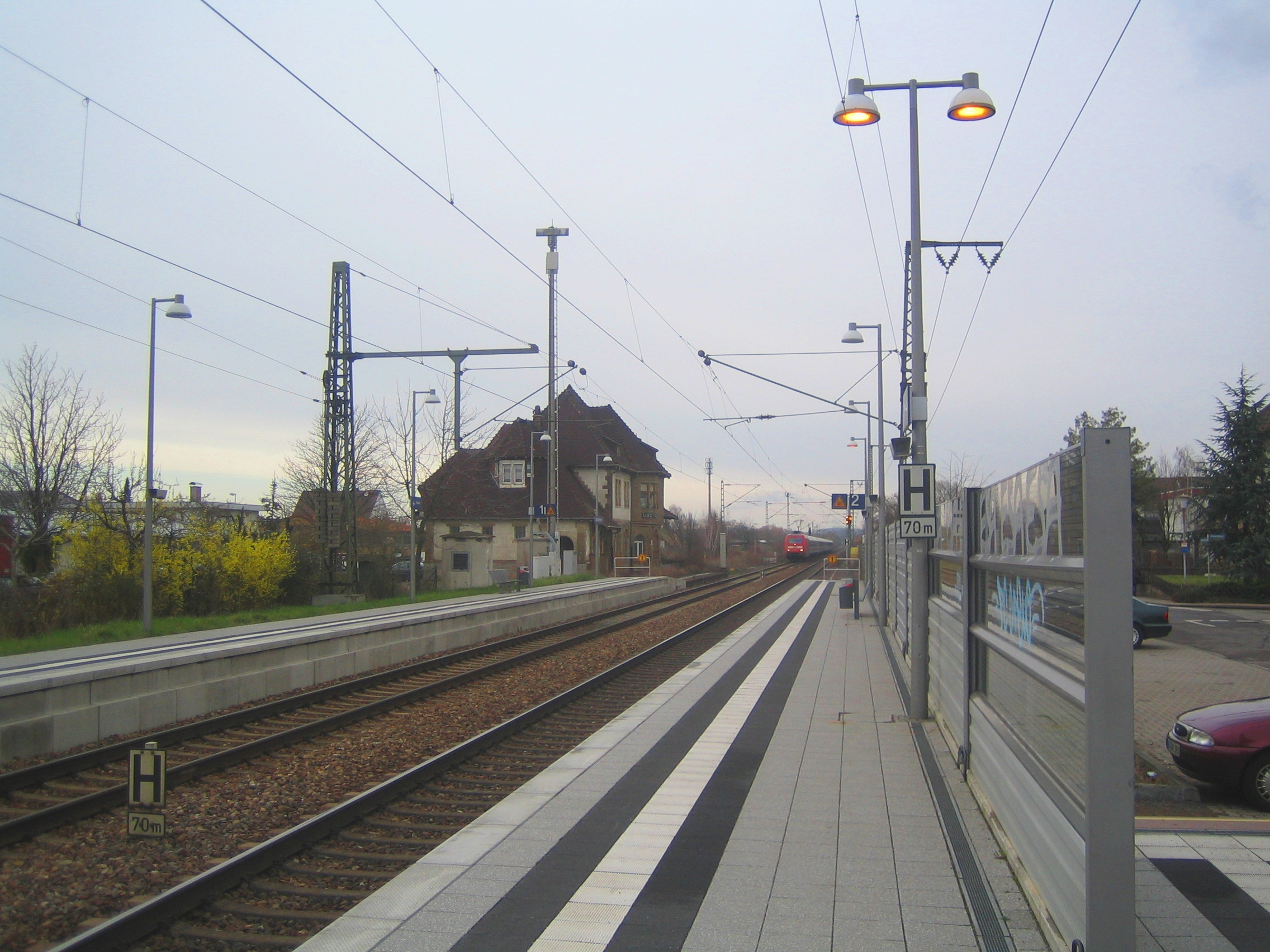
Вокзал